# Mantidactylus delormei
Mantidactylus delormei är en groddjursart som beskrevs av Angel 1938. Mantidactylus delormei ingår i släktet Mantidactylus och familjen Mantellidae. IUCN kategoriserar arten globalt som sårbar. Inga underarter finns listade i Catalogue of Life.